# Iglesia de San José (Singapur)

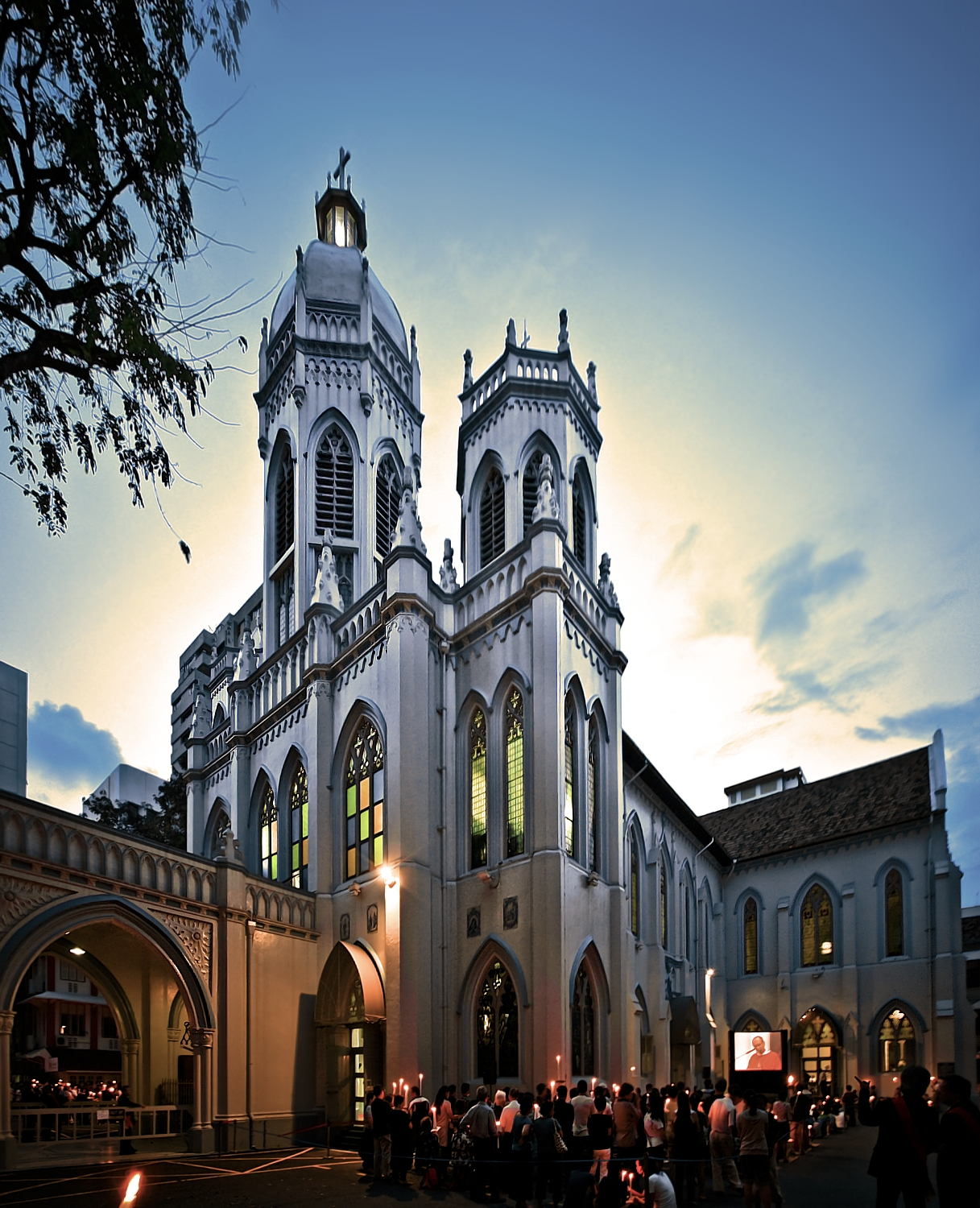
Aspecto externo de la iglesia.

La Iglesia de San José (en inglés Saint Joseph's Church, en chino simplificado 圣约瑟教堂 y en portugués Igreja de São José) es una iglesia católica perteneciente a la Arquidiócesis de Singapur, localizada en el Área Central de la ciudad homónima. Construida de 1906 a 1912, con su primera piedra colocada dos años antes, se edificó en estilo neogótico por los misioneros portugueses.
El Padre Francisco da Silva Pinto e Maia de Oporto, líder de los misioneros portugueses, llegó a Goa en 1826 y fundó la Misión de Singapur. Cuando falleció, en 1850, dejó su dinero y algunas tierras para la construcción de una pequeña iglesia. El rey de Portugal donó aún más, y pidió que la iglesia fuera dedicada a São José (San José), que fue construida por el sucesor de da Silva, Vincente de Sante Catharina, entre 1851 y 1853.
En 1906, la iglesia de São José fue derribada para construir la actual en el mismo sitio, cuyas obras culminaron en 1912 y fueron llevadas a cabo por Swan & Maclaren; fecha a partir de la cual la iglesia reinició sus actividades, entre las cuales se cuenta la creación de algunas escuelas. En 1999, los portugueses entregaron la iglesia a la Arquidiócesis de Singapur, que la administra desde entonces. Posteriormente, el 14 de enero de 2005, fue declarada monumento nacional, y del 4 de septiembre al 12 de noviembre de 2006, albergó la Bienal de Singapur. La iglesia, no obstante, no es parroquia.
Contaba con un órgano construido en 1888 por Forster & Andrews, que fue destruido para ser reemplazado por un órgano digital instalado en 2005.
La iglesia está construida en una planta con forma de cruz latina y una torre octágonal con cúpula y con dos torres pequeñas a ambos lados.